# Префектура Хирошима
Хирошима (Јапански:広島県; Hiroshima-ken) је префектура у Јапану која се налази у региону Чугоку на острву Хоншу. Главни град је Хирошима.